# Карафа ди Колобрано, Микеле Энрико
Микеле Энрико Карафа ди Колобрано (итал. Michele Enrico Carafa di Colobrano; 28 ноября 1787, Неаполь — 26 июля 1872, Париж) — итальянско-французский композитор и музыкальный педагог.

## Биография
Микеле Энрико Карафа ди Колобрано родился 28 ноября 1787 года в Неаполе. Происходил из старинного княжеского рода. Первую оперу «Il Fantasma» сочинил в 15 лет (в 1805 году она была поставлена в домашнем театре дяди композитора, князя Караманико). 

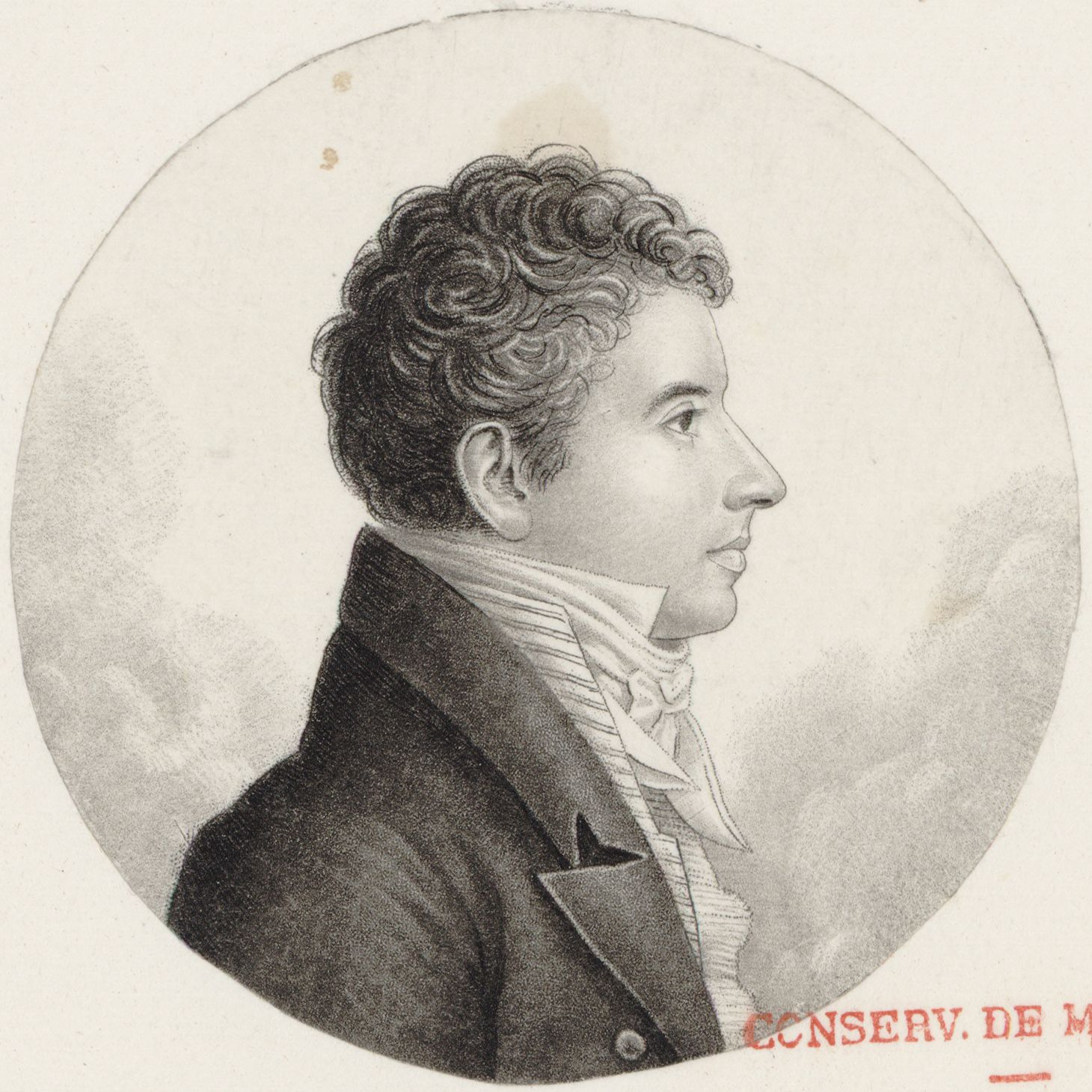
Карафа ди Колобрано

В 1806 году Карафа отправился учиться в Париж, где брал уроки композиции у Луиджи Керубини и фортепиано — у Фридриха Калькбреннера. Однако по требованию отца, не одобрявшего музыкальной карьеры сына, ему пришлось вступить лейтенантом в гусарский полк; под началом маршала Мюрата Карафа воевал сперва в Италии, затем в России, был награждён Наполеоном I, а после восстановления в Неаполитанском королевстве власти Бурбонов уволен из армии с конфискацией имущества и получил возможность завершить музыкальное образование и вернуться к творчеству. 
Обучался контрапункту у Феделе Фенароли. Написав и поставив несколько опер в Неаполе, Карафа в 1821 году вновь отправился в Париж, где сразу же имел успех с оперой «Жанна д’Арк», а затем со «Спящей красавицей» (фр. La belle au bois dormant; 1825) и «Мазаньелло» (1827); последняя была особенно удачна, выдержав 136 представлений в Опера-комик. Совместно с А. Гировецем написал музыку к балету «Натали, или Швейцарская молочница» (1832), поставленному итальянским хореографом Филиппо Тальони для своей дочери — знаменитой итальянской балерины Марии Тальони. Однако в дальнейшем Карафа не выдержал состязания за популярность с Россини и Доницетти и обратился в большей степени к педагогической деятельности. 
В 1834 году он получил французское гражданство, в 1838 г. возглавил училище военных музыкантов (в этом же году была поставлена его последняя опера «Тереза»), а в 1840—1858 гг. был профессором композиции и контрапункта в Парижской консерватории.
Микеле Энрико Карафа ди Колобрано умер 26 июля 1872 года в городе Париже.